# Аккорокамуй
Аккорокамуй (アッコロカムイ) е същество от японската митология. То е представяно като кръстоска между риба и октопод, живееща край островите на Япония. Неговото червено на цвят тяло, което светело под водата, се виждало отдалеч.